# Região vinícola de Languedoc-Roussillon

A região vinícola de Languedoc-Roussillon e a localização das denominações da região.

A produção de vinhos de Languedoc-Roussillon (pronúncia em francês: [lɑ̃ɡ(ə)dɔk ʁusijɔ̃] (escutarⓘ), incluindo o vin de pays [en] rotulado como Vin de Pays d'Oc, ocorre no sul da França. Embora “Languedoc” possa se referir a uma região histórica específica da França e do norte da Catalunha, o uso desde o século XX (especialmente no contexto do vinho) tem se referido principalmente à parte norte da região de Languedoc-Roussillon da França, uma área que abrange a costa mediterrânea desde a fronteira francesa com a Espanha até a região de Provença. A área tem cerca de 2.800 km² de vinhedos e é a maior região vinícola do mundo, sendo responsável por mais de um terço da produção total de vinho da França. Em 2001, a região produziu mais vinho do que os Estados Unidos.

## História

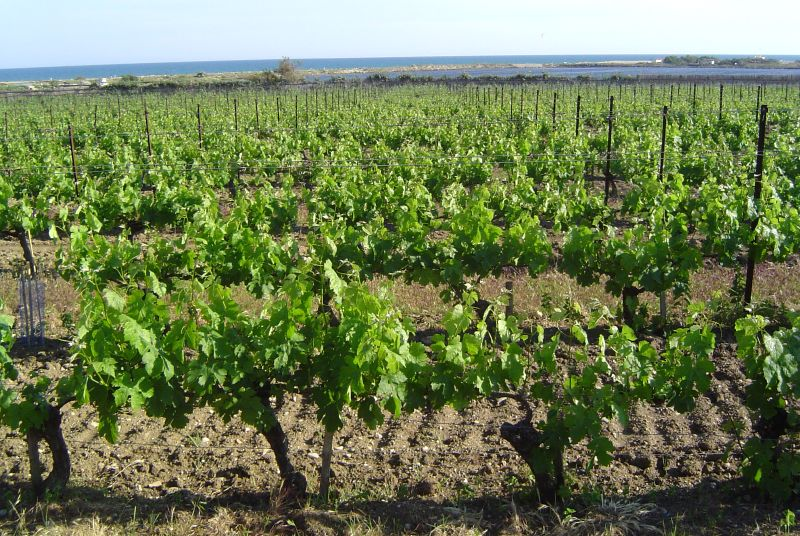
Vinhedo em Villeneuve-lès-Maguelone, na fronteira com o Golfo de Lyon.

A história dos vinhos de Languedoc pode ser remontada aos primeiros vinhedos plantados ao longo da costa perto de Narbona pelos primeiros gregos no século V a.C. Juntamente com partes da Provença, esses são os mais antigos vinhedos plantados na França. A região de Languedoc pertence à França desde o século XIII e a de Roussillon foi adquirida da Espanha em meados do século XVII. As duas regiões foram unidas como uma única região administrativa no final da década de 1980.
Desde o século IV até o século XVIII e início do século XIX, Languedoc tinha a reputação de produzir vinhos de alta qualidade. Em Paris, durante o século XIV, os vinhos da região de St. Chinian eram prescritos em hospitais por seus “poderes medicinais”. Durante o advento da Era Industrial, no final do século XIX, a produção passou a ser feita em massa, com o le gros rouge, um vinho tinto barato que poderia satisfazer a crescente força de trabalho. O uso de variedades de uvas altamente prolíficas produziu altos rendimentos e vinhos finos, que normalmente eram misturados com vinho tinto da Argélia para dar-lhes mais corpo.
A epidemia de filoxera no século XIX afetou gravemente o setor vinícola de Languedoc, matando muitas das Vitis vinifera de maior qualidade que eram suscetíveis ao piolho. O porta-enxerto americano que era naturalmente resistente à filoxera não se adaptou bem ao solo calcário da encosta. No lugar dessas videiras, foram plantados hectares de Aramon [en], Alicante Bouschet e Carignan, de qualidade inferior.
Durante as duas guerras mundiais, Languedoc foi responsável pelo fornecimento das porções diárias de vinho dadas aos soldados franceses. Em 1962, a Argélia conquistou sua independência da França, pondo fim à mistura do vinho tinto argelino mais forte para mascarar o fino le gros rouge. Esse evento, aliado ao fato de os consumidores franceses terem se afastado dos vinhos tintos baratos na década de 1970, contribuiu para várias décadas de produção excedente de vinho na França, sendo a região de Languedoc a maior contribuinte para o “lago de vinho” europeu e os recorrentes subsídios da União Europeia destinados a reduzir a produção. Esses desenvolvimentos fizeram com que muitos produtores do Languedoc começassem a se concentrar novamente na qualidade superior, mas também levaram a muitos protestos locais e regionais, inclusive violentos do infame Comité Régional d'Action Viticole [fr] (CRAV).
Apesar da reputação geral de produtor em massa e do consenso de que a região está em meio a uma crise econômica, partes do setor de vinhos de Languedoc estão obtendo sucesso comercial devido a investimentos externos e a um maior foco na qualidade. As vendas foram melhoradas por muitos vinhedos que se concentram na criação de uma boa marca em vez de confiar nas designações regionais, às vezes infames. Alguns vinhedos adotaram o lote mais novo de classificações AOC desenvolvidas no final da década de 1990, enquanto outros vinhedos evitam totalmente as misturas designadas e, em vez disso, estão se voltando para o engarrafamento de vinhos de uma única variedade, uma prática cada vez mais exigida pelos consumidores no grande mercado de vinhos do Novo Mundo [en].

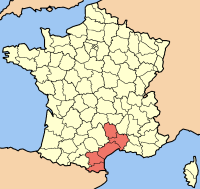
Região de Languedoc-Roussillon

## Clima e geografia
A região de Languedoc-Roussillon compartilha muitas características de terreno e clima com as regiões vizinhas do sul do Ródano e da Provença. A região se estende por 240 km desde a AOC Banyuls [en], na fronteira com a Espanha e os Pirenéus, a oeste, ao longo da costa do Mar Mediterrâneo até ao rio Ródano e à Provença, a leste. Os limites ao norte da região ficam no Maciço Central, com as cadeias de montanhas e vales de Cevenas dominando a área. Muitos vinhedos estão localizados ao longo do rio Hérault.

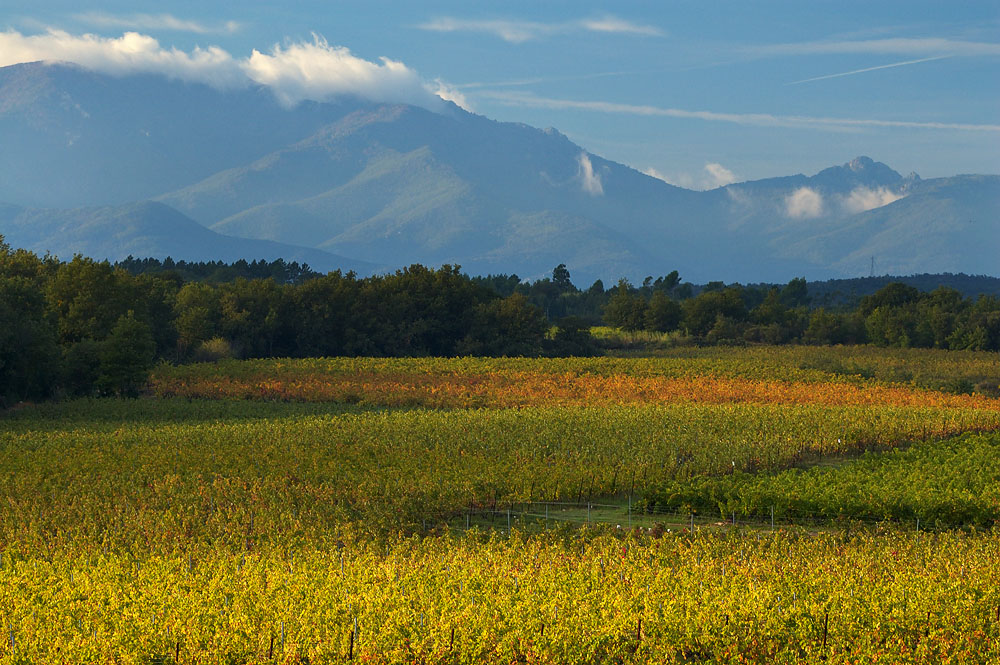
Vinhedo perto de Forques, com os Pirenéus à distância

Os vinhedos de Languedoc são geralmente plantados ao longo das planícies costeiras do Mediterrâneo, enquanto os de Roussillon são encontrados nos vales estreitos em torno dos Pirenéus. O pico da estação de crescimento (entre maio e agosto) é muito seco e a maior parte da precipitação anual ocorre durante o inverno. Em Languedoc, a área das planícies é a região mais árida e quente da França. O clima mediterrâneo da região é muito propício para o cultivo abundante de uma grande variedade de uvas, com os vinicultores da área se destacando na produção em massa. A temperatura média anual é de 14 °C. O vento interior tramontano do noroeste acentua frequentemente o clima seco; a seca é a ameaça mais comum à produção de videiras, com a AOC francesa e a regulamentação da União Europeia proibindo o uso de irrigação. Em dezembro de 2006, o governo francês respondeu às preocupações com o aquecimento global e flexibilizou algumas das regulamentações de irrigação.
Em 1999, o clima severo teve efeitos prejudiciais sobre o setor de produção de vinho, incluindo tempestades de granizo em maio que afetaram Roussillon e uma onda de chuva em meados de novembro que provocou a queda de chuva equivalente a um ano em 36 horas nas áreas de Corbières e Minervois, no oeste de Languedoc.
A composição do solo em Languedoc varia de solos baseados em giz, calcário e cascalho no interior a solos mais aluviais perto da costa. Alguns dos vinhedos mais bem avaliados estão assentados sobre pedras antigas do leito de um rio, semelhantes às de Châteauneuf-du-Pape.

## Denominações

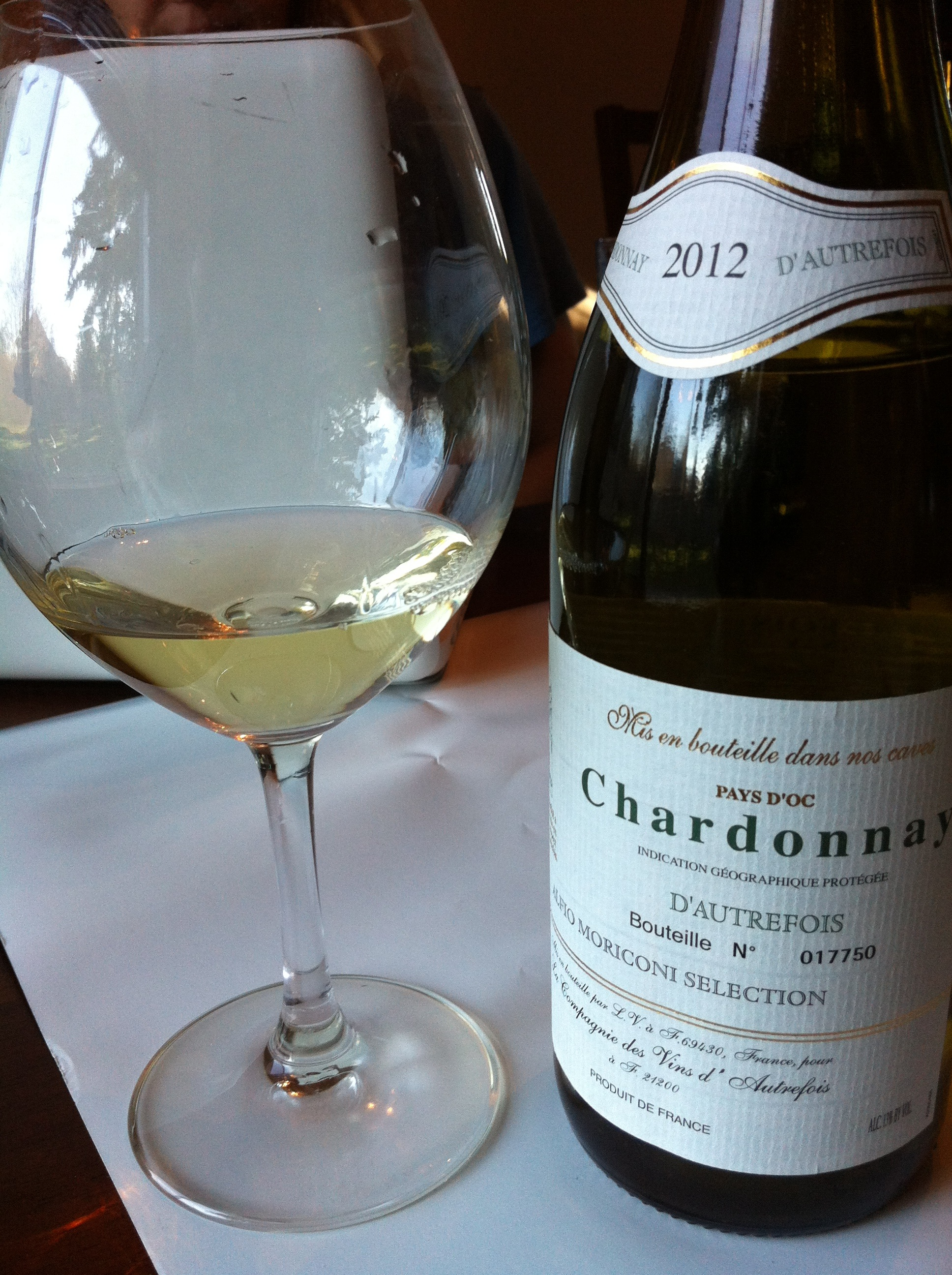
Um Chardonnay de Pays d'Oc.

As cinco denominações mais conhecidas em Languedoc incluem Languedoc AOC (anteriormente conhecida como Coteaux du Languedoc), Corbières AOC, Faugères, Minervois AOC e Saint-Chinian AOCs. A grande maioria dos vinhos do Languedoc é produzida por cooperativas de vinho, que somam mais de 500. No entanto, o sistema de denominações da região está passando por mudanças consideráveis, com a criação de novas denominações e a alteração das existentes. Uma mudança recente é que a Coteaux du Languedoc mudou de nome para Languedoc e foi ampliada para incluir também o Roussillon.
Dentro das grandes denominações AOC de Languedoc há vários subdistritos, ou Cru's, com estilos de vinho próprios e distintos. Alguns desses subdistritos têm pedidos pendentes de AOC para se tornarem denominações por direito próprio e outros receberam subdenominações da denominação geral Languedoc AOC. Esses incluem Quatourze, La Clape, Montpeyroux, St. Saturnin, Picpoul de Pinet, Terrasses du Larzac e Pic St.-Loup.
A fronteira do leste de Languedoc com a região vinícola do Vale do Ródano do Sul foi ligeiramente deslocada em 2004, fazendo com que a AOC Costières de Nîmes seja agora uma denominação do Ródano e não do Languedoc. Naquele ano, o INAO transferiu a responsabilidade pela supervisão do vinho dessa denominação para o comitê regional do Vale do Rhône. Os produtores locais de vinhos do estilo Côtes du Rhône feitos de Syrah e Grenache fizeram lobby para essa mudança, já que as tradições vinícolas locais não coincidiam com as fronteiras administrativas e, presumivelmente, devido ao maior prestígio dos vinhos do Ródano no mercado. Essas mudanças de fronteiras entre regiões vinícolas são muito raras, portanto, por hábito, o Costières de Nîmes continua listado como um vinho de Languedoc em muitas publicações.

## Uvas

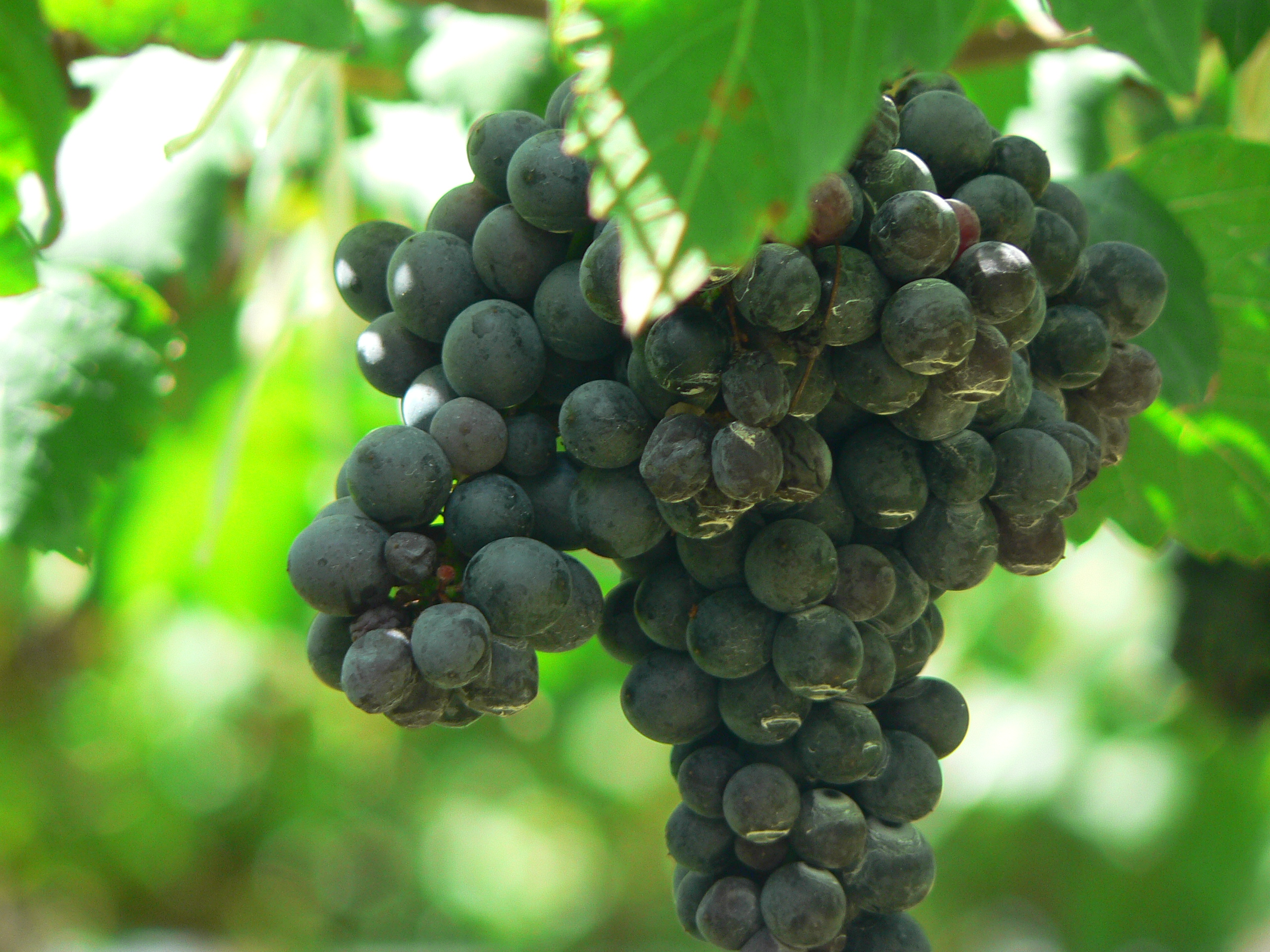
A Syrah é a principal uva em muitos blends de tintos de Languedoc

A área de Languedoc-Roussillon abriga inúmeras variedades de uvas, incluindo muitas variedades internacionais como Merlot, Cabernet Sauvignon, Sauvignon blanc e Chardonnay. As uvas tradicionais do Ródano, como Mourvedre, Grenache, Syrah e Viognier, também são proeminentes.
A Chardonnay é uma das principais uvas-brancas, usada no Vin de Pays d'Oc e no espumante Crémant de Limoux. Outras incluem Chenin blanc e Mauzac [en], que também é a principal uva do espumante Blanquette de Limoux. Os vinhos fortificados doces das regiões de Muscat de Frontignan e Muscat de St-Jean Minervois são produzidos com as uvas Muscat Blanc à Petits Grains [en]. Na AOC Muscat de Rivesaltes, os vinhos fortificados são produzidos com uvas Moscatel de Alexandria.
Entre os tintos, Grenache, Syrah, Carignan, Cinsault e Mourvedre são as principais uvas das AOCs Corbières, Faugères, Fitou e Minervois. A Cinsault também é comumente usada na produção de rosé, juntamente com a Lladoner Pelut, a Piquepoul noir, a Terret noir e a Grenache. A Grenache também é a principal uva usada nos vinhos fortificados da região de Banyuls e Rivesaltes. Algumas das videiras mais antigas da França são de uvas Carignan. Os vinicultores costumam usar a maceração carbônica para suavizar os taninos.
Outras variedades que podem ser encontradas incluem Roussanne, Marsanne, Vermentino, Bourboulenc, Clairette blanche, Grenache blanc, Grenache gris, Piquepoul blanc, Piquepoul gris e Macabeo.

## Vinhos e taxonomia

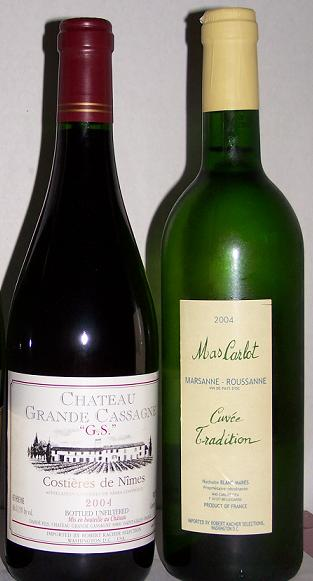
Dois vinhos do Languedoc. A garrafa da esquerda é um vinho com classificação AOC da Costières de Nîmes e a garrafa da direita é um Vins de Pays rotulado com as uvas usadas para produzir o vinho

Os vinhos de Languedoc podem ter um número enorme de nomes, desde designações regionais amplas, como Vin de Pays d'Oc, até classificações geográficas muito específicas com restrições de variedade de uva, como Corbières e Minervois. Desde a década de 1990, o INAO vem criando classificações AOC menores que levam em conta os microclimas intrincados e as variações de solo em Languedoc-Roussillon. Denominações mais novas, como Cabardes, e sub-regiões, como Minervois la Livinière, Corbières-Boutenac e St-Chinian-Berlou, são muito mais restritas em seu escopo. Embora essas novas denominações tenham sido elogiadas por melhorar consistentemente seu produto, outros criticaram as adições por complicar ainda mais um sistema de classificação já esotérico.
A maioria dos vinhos produzidos em Languedoc é rotulada como vin ordinaire. Há também uma produção considerável de Vins Doux Naturels.

### Vins de Pays
A introdução dos vins de pays, uma classificação produzida sob regulamentações menos rigorosas do que as de uma AOC, abriu o setor de vinhos do Languedoc para a rotulagem de vinhos varietais e a mistura de variedades internacionais, como Cabernet Sauvignon, Merlot, Syrah e Chardonnay. Os exemplos incluem Vin de pays d'Oc, Vin de pays d'Aude, Vin de pays de l'Hérault e Vin de Pays du Gard. Produtores de vinho como Guy Anderson, Thierry Boudinaud e E. & J. Gallo Winery capitalizaram esse novo horizonte, produzindo vinhos como Fat Bastard e Red Bicyclette.

### Vins Doux Naturels
Os vinhos Doux Naturels são "naturalmente doces" e fortificados com conhaque para interromper a fermentação, deixando açúcar residual para conceder doçura ao vinho [en]. A maioria dos vinhos brancos doces de Languedoc são feitos com uma variedade de uvas Moscatel. Os vinhos tintos fortificados de Banyuls são feitos com uvas Grenache e normalmente possuem teor alcoólico entre 16 e 17%, além de 8 à 12% de açúcares residuais.
Em Banyuls, os vinicultores utilizam diferentes métodos para "assar" seus vinhosa fim de estimular as cores profundas de passas. Alguns usam um sistema de soleira para transportar o vinho entre barris de diferentes tamanhos e idades, que são deixados ao sol para aquecer. Outra técnica consiste em colocar o vinho em grandes jarras de vidro, expondo-o à luz solar diretamente. Além da coloração escura, os vinhos que passam pelo processo podem apresentar um sabor  rançoso e de nozes chamado rancio. Na AOC Banyuls Grand Cru, é necessário que o vinho seja envelhecido em barris de madeira por dois anos e meio.

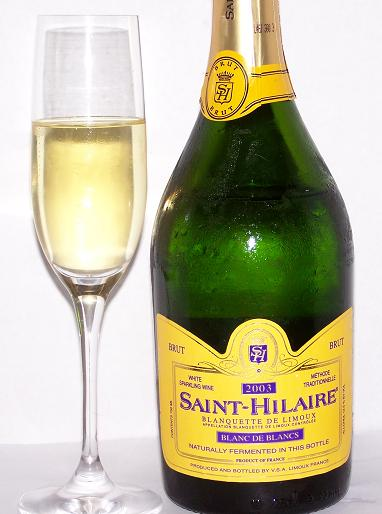
Um Blanquette de Limoux de Languedoc

### Crémant de Limoux
O crémant produzido em Languedoc é feito de acordo com o Méthode Traditionnelle - anteriormente conhecido como méthode champenoise - o mesmo método usado para produzir Champagne. O Méthode Traditionnelle inclui uma segunda fermentação na garrafa para capturar o dióxido de carbono produzido pela levedura. O crémant de Languedoc é produzido nos pequenos vilarejos ao redor da cidade de Limoux. Os vinhos são normalmente compostos de 70% de Mauzac e uma combinação de 30% de Chardonnay e Chenin blanc. As normas da AOC exigem um ano de envelhecimento sobre as borras [en]. O Blanquette de Limoux, quando rotulado como méthode ancestrale, é composto inteiramente de Mauzac, passa por apenas uma fermentação e é envelhecido aproximadamente três meses a menos nas borras antes do engarrafamento, sendo a data real determinada pelo ciclo da lua.